# European Film Awards per il miglior film commedia
L'European Film Award per il miglior film commedia viene assegnato al miglior film commedia dell'anno dalla European Film Academy.

## Vincitori e candidati
L'elenco mostra il vincitore di ogni anno, seguito dai film che hanno ricevuto una candidatura. Per ogni film viene indicato il titolo italiano e titolo originale tra parentesi, regista e nazione.

### 2010
- 2013
  - Love Is All You Need (Den skaldede frisør), regia di Susanne Bier ( Danimarca/ Italia/ Svezia)
  - Gli amanti passeggeri (Los amantes pasajeros), regia di Pedro Almodóvar ( Spagna)
  - Benvenuto Presidente!, regia di Riccardo Milani ( Italia)
  - Padre Vostro (Svećenikova djeca), regia di Vinko Brešan ( Croazia/ Serbia)
- 2014
  - La mafia uccide solo d'estate, regia di Pierfrancesco Diliberto ( Italia)
  - Carmina y amén, regia di Paco León ( Spagna)
  - Le Week-End, regia di Roger Michell ( Regno Unito)
- 2015
  - Un piccione seduto su un ramo riflette sull'esistenza (En duva satt på en gren och funderade på tillvaron), regia di Roy Andersson  ( Svezia/ Germania/ Francia/ Norvegia)
  - Dio esiste e vive a Bruxelles (Le tout nouveau testament), regia di Jaco Van Dormael ( Belgio/ Francia/ Lussemburgo)
  - La famiglia Bélier (La famille Bélier), regia di Éric Lartigau ( Francia)
- 2016
  - Mr. Ove (En man som heter Ove), regia di Hannes Holm ( Svezia/ Norvegia)
  - In viaggio con Jacqueline (La vache), regia di Mohamed Hamidi ( Francia)
  - Lui è tornato (Er ist wieder da), regia di David Wnendt ( Germania)
- 2017
  - The Square, regia di Ruben Östlund ( Svezia/ Germania/ Francia/ Danimarca)
  - Un re allo sbando (King of the Belgians), regia di Peter Brosens, Jessica Woodworth ( Belgio/ Paesi Bassi/ Bulgaria)
  - Vincent, regia di Christophe Van Rompaey ( Francia)
  - Welcome to Germany (Willkommen bei den Hartmanns), regia di Simon Verhoeven ( Germania)
- 2018
  - Morto Stalin, se ne fa un altro (The Death of Stalin), regia di Armando Iannucci ( Francia/ Regno Unito/ Belgio)
  - C'est la vie - Prendila come viene (Le sens de la fête), regia di Éric Toledano e Olivier Nakache ( Francia)
  - Diamantino - Il calciatore più forte del mondo (Diamantino), regia di Gabriel Abrantes e Daniel Schmidt ( Portogallo/ Francia/ Brasile)
- 2019
  - La favorita (The Favourite), regia di Yorgos Lanthimos ( Irlanda/ Regno Unito/ Stati Uniti)
  - Ditte & Louise, regia di Niclas Bendixen  Danimarca)
  - Tutti pazzi a Tel Aviv (Tel Aviv on Fire), regia di Sameh Zoabi ( Francia/ Lussemburgo/ Belgio/ Israele)

### 2020
- 2020
  - Un triomphe, regia di Emmanuel Courcol ( Francia)
  - Ventajas de viajar en tren, regia di Aritz Moreno ( Spagna/ Francia)
  - Teräsleidit, regia di Pamela Tola ( Finlandia)
- 2021
  - Ninjababy, regia di Yngvild Sve Flikke ( Norvegia)
  - Belle Fille, regia di Méliane Marcaggi ( Francia)
  - Sentimental, regia di Cesc Gay ( Spagna)
- 2022
  - Il capo perfetto (El buen patrón), regia di Fernando León de Aranoa ( Spagna)
  - Cop Secret, regia di Hannes Þór Halldórsson ( Islanda)
  - Parigi, tutto in una notte (La Fracture), regia di Catherine Corsini ( Francia)
- 2023
  - Scrapper, regia di Charlotte Regan ( Regno Unito)
  - L'amour du monde, regia di Jenna Hasse ( Svizzera)
  - One in a million, regia di Joya Thome ( Germania)